# Belkıs Zehra Kaya
Belkıs Zehra Kaya (8 de marzo de 1984) es una deportista turca que compite en judo. Ganó una medalla de bronce en los Juegos Europeos de Bakú 2015, y cuatro medallas de bronce en el Campeonato Europeo de Judo entre los años 2012 y 2016.

## Palmarés internacional
| Juegos Europeos    | Juegos Europeos     | Juegos Europeos   | Juegos Europeos |
| Año                | Lugar               | Medalla           | Categoría       |
| ------------------ | ------------------- | ----------------- | --------------- |
| 2015               | Bakú (Azerbaiyán)   | Medalla de bronce | +78 kg          |
| Campeonato Europeo |                     |                   |                 |
| Año                | Lugar               | Medalla           | Categoría       |
| 2012               | Cheliábinsk (Rusia) | Medalla de bronce | +78 kg          |
| 2013               | Budapest (Hungría)  | Medalla de bronce | +78 kg          |
| 2015               | Bakú (Azerbaiyán)   | Medalla de bronce | +78 kg          |
| 2016               | Kazán (Rusia)       | Medalla de bronce | +78 kg          |